# Filmy zgłoszone do rywalizacji o 29. rozdanie Oscara w kategorii filmu nieanglojęzycznego
W 1956 Amerykańska Akademia Sztuki i Wiedzy Filmowej (AMPAS) po raz pierwszy zaprosiła wybrane kraje do zgłaszania swoich najlepszych filmów do rywalizacji o Oscara w kategorii filmu obcojęzycznego.
W poprzednich latach nagrody dla filmów nieanglojęzycznych były wręczane podczas głównej ceremonii rozdania Oskarów z pominięciem etapu nominacji. 
Do pierwszej rywalizacji o Oskara w nowej kategorii zostało nadesłanych  osiem filmów z Europy Zachodniej i wschodniej Azji. Pięć z nich otrzymało nominacje.
Zwycięzcą został włoski film La Strada w reżyserii  Federico Felliniego. Nagroda została przyznana podczas ceremonii 27 marca 1957.

## Lista filmów zgłoszonych do rywalizacji o 29. rozdanie Oscara w kategorii filmu nieanglojęzycznego
| Zgłaszające państwo | Tytuł użyty w nominacji  | Tytuł oryginalny                  | Tytuł polski          | Języki     | Reżyser              | Rezultat       |
| ------------------- | ------------------------ | --------------------------------- | --------------------- | ---------- | -------------------- | -------------- |
| Dania               | Qivitoq                  | Qivitoq                           | Chłopiec z Grenlandii | duński     | Erik Balling         | Nominacja      |
| Francja             | Gervaise                 | Gervaise                          | Gervaise              | francuski  | René Clément         | Nominacja      |
| Hiszpania           | Afternoon of the Bulls   | Tarde de toros                    |                       | hiszpański | Ladislao Vajda       | Brak nominacji |
| Niemcy Zachodnie    | The Captain of Köpenick  | Der Hauptmann von Köpenick        | Kapitan z Köpenick    | niemiecki  | Helmut Käutner       | Nominacja      |
| Japonia             | The Burmese Harp         | ビルマの竪琴 (Biruma no tategoto) | Harfa birmańska       | japoński   | Kon Ichikawa         | Nominacja      |
| Filipiny            | Anak dalita              | Anak dalita                       |                       | tagalski   | Lamberto V. Avellana | Brak nominacji |
| Szwecja             | The Staffan Stolle Story | Ratataa                           |                       | szwedzki   | Hasse Ekman          | Brak nominacji |
| Włochy              | La Strada                | La strada                         | La strada             | włoski     | Federico Fellini     | Wygrana        |